# Sparkassenverband Saar
Der Sparkassenverband Saar (SVSaar) ist ein Sparkassen- und Giroverband der Sparkassen, Landesbausparkasse und Landesbank im Land Saarland.

## Allgemeines
Es handelt sich um einen Verband in der Rechtsform der Körperschaft des öffentlichen Rechts mit Sitz in Saarbrücken, der als Interessenverband fungiert und der Pflichtmitglieder hat. 
Seine Gründung erfolgte 1941.

## Organisationsstruktur
Der Verband ist neben dem Land Gewährträger der Landesbank Saar (SaarLB). Mitglieder sind die sechs Sparkassen im Saarland und deren kommunale Gewährträger:
- Sparkasse Saarbrücken
- Kreissparkasse Saarlouis
- Sparkasse Neunkirchen
- Kreissparkasse Saarpfalz
- Kreissparkasse St. Wendel
- Sparkasse Merzig-Wadern

Der Sparkassenverband Saar untergliedert sich in drei Bereiche:
1. Verbandsgeschäftsstelle
2. Sparkassenakademie Saar
3. Prüfungsstelle

Die Verbandsgeschäftsstelle ist wiederum in drei Bereiche unterteilt:
1. Recht und Verwaltung
2. Markt und Kommunikation
3. Steuerung und Organisationsmanagement

## Sparkassen
Der Verband vertritt die oben genannten Sparkassen, die im Jahr 2014 eine Bilanzsumme von 16,8 Mrd. EUR betreuten. Einlagen von Kunden beliefen sich auf 11,9 Mrd. EUR. Ausgeliehen wurden 11,8 Mrd. EUR. Rund 3700 Menschen sind bei den saarländischen Sparkassen und dem Sparkassenverband beschäftigt. Davon über 200 Auszubildende.

## Verbandspräsidentin
Geleitet wird der Verband von Cornelia Hoffmann-Bethscheider.

## Aufgaben
Zu den Aufgaben des Verbandes gehören die Unterstützung und der Service für die Sparkassen. Dazu gehören unter anderem die Rechts- und Steuerberatung, die Produktentwicklung, das Marketing sowie Kommunikationsaufgaben. Zusätzlich koordiniert der Verband die Zusammenarbeit mit den Verbundunternehmen wie der SaarLB, der LBS Saar, der Saarland Versicherung und der DekaBank.
Die Verbandsgeschäftsstelle nimmt die Interessen der Sparkassen und deren Verbundpartner wahr. Die fachlich unabhängige Prüfungsstelle des Verbandes führt die gesetzlich vorgeschriebenen Prüfungen der sieben Mitgliedssparkassen durch. Die Schlichtungsstelle versucht bei Meinungsverschiedenheiten zwischen den Kunden und den Sparkassen zu vermitteln und einvernehmliche Lösungen herstellen. Die Sparkassenakademie ist für die Aus- und Weiterbildung der Sparkassenmitarbeiter zuständig.